# The Carpenters
The Carpenters var en amerikansk duo, som bestod af de to søskende Richard og Karen Carpenter. Selvom de ofte bliver refereret til som The Carpenters, så er duoens officielle navn på autoriserede indspilninger og pressemateriale blot "Carpenters". I løbet af en periode i 1970'erne, hvor højlydt og vild rock var meget efterspurgt, producerede Richard og Karen musik i en karakteristisk blød stil, der gjorde dem til nogle af de bedst sælgende musikere gennem tiden.
Carpenters melodiske pop resulterede i et stort antal hits på American Top 40 og Adult Contemporaryhitlisterne, og de blev førende inden for soft rock, easy listening og adult contemporary. Carpenters opnåede tre #1 singler, fem #2 singler på Billboard Hot 100 og femten #1 hits på Adult Contemporary hitlisten. Derudover havde de tolv top ti singler (inklusive #1 hits). Til dato har Cartpenters' albums og singler solgt mere end 100 mio. eksemplarer. De blev nomineret til i alt 18 Grammy Awards, hvoraf de vandt de tre. Blandt duoens største hits var singlerne "Yesterday Once More", "For All We Know", "Top of the World", "Please Mr. Postman" og "Jambalaya (on the bayou)".
I løbet af deres 14-årige karriere indspillede Carpenters 11 albums, 31 singler, fem særudsendelser til tv, og en kortlivet tv-serie. De turnerede i USA, Storbritannien, Japan, Australien, Holland og Belgien.
Deres karriere stoppede med Karens død som 32-årig i 1983 som følge af hjertesvigt efter komplikationer med spiseforstyrelse. Den omfattende mediedækning af hendes død øgede den offentlige bevidsthed om konsekvenserne af spiseforstyrrelser.

## Diskografi
- 1969: Ticket to Ride
- 1970: Close to You
- 1971: Carpenters
- 1972: A Song for You
- 1973: Now & Then
- 1975: Horizon
- 1976: A Kind of Hush
- 1977: Passage
- 1978: Christmas Portrait
- 1981: Made in America

### Posthume udgivelser
- 1983: Voice of the Heart
- 1984: An Old-Fashioned Christmas
- 1989: Lovelines
- 2001: As Time Goes By